# 2493 Elmer
2493 Elmer este un asteroid din centura principală, descoperit pe 1 decembrie 1978 de Harvard Observatory.